# Иванюк, Афанасий Михайлович
Афанасий Михайлович Иванюк — советский военный и государственный деятель, полковник.

## Биография
Родился в 1912 году в селе Овсяники. Член КПСС.
В РККА с 1935 года.
Участник Великой Отечественной войны: командир роты 84-го отдельного танкового батальона, командир 202-го танкового батальона 89-й танковой бригады, командир 1200-го самоходного артиллерийского полка, командир 259-го отдельного Краснознамённого Черкасского танкового ордена Кутузова и Богдана Хмельницкого полка
Представлялся к званию Героя Советского Союза.
После войны — на командных должностях в танковых частях Советской армии.
Умер до 1977 года в Ленинграде.

## Награды
- Орден Красного Знамени (17.01.1942, 09.06.1944)
- Орден Суворова III степени (11.05.1945)
- Орден Кутузова III степени (08.06.1945)
- Орден Александра Невского (30.01.1943)
- Орден Отечественной войны I степени (23.08.1944)
- Орден Красной Звезды (28.04.1943)